# Felix Beckeman
Felix Beckeman (né le 21 novembre 1991 à Uddevalla) est un coureur cycliste suédois. Spécialisé en VTT, il est champion du monde de 4-cross en 2017.

## Biographie
Felix Beckeman est originaire d'une ville de la côte ouest appelée Uddevalla, il vit à Falun depuis 2010.

## Palmarès en VTT

### Championnats du monde
- Champéry 2011
  - 10e du four cross
- Leogang 2013
  - 10e du four cross
- Val di Sole 2017
  -  Champion du monde de four cross
- Val di Sole 2018
  - 5e du four cross
- Val di Sole 2019
  -  Médaillé de bronze du four cross

### Championnats d'Europe
- 2012
  -  Champion d'Europe de four cross

### Championnats nationaux
- 2008
  -  Champion de Suède de four cross juniors

### Autres
- 2013
  - Val di Sole (Four cross)
- 2017
  - Winterberg (Four cross)
- 2018
  - Fort William (Four cross)